# Association des galeries d'art contemporain
L’Association des galeries d’art contemporain (AGAC) est une association à but non lucratif fondée en 1985, dont le siège social se situe à Montréal.

## Mission
Fondée à Montréal en 1985, l’Association des galeries d’art contemporain (AGAC) est un organisme sans but lucratif dont la mission principale est « d’assurer la reconnaissance et la prospérité du marché de l’art contemporain au Canada ». L’Association contribue à la diffusion et à la promotion de la création artistique nationale par le biais d’expositions et autres évènements majeurs organisés au Québec, au Canada et à l’étranger. En plus de défendre les intérêts moraux[précision nécessaire] et économiques de ses membres via un code de déontologie, l’association se consacre à la sensibilisation du public envers les arts visuels et à stimuler l’émergence de nouveaux collectionneurs.

## Membres
L’AGAC regroupe aujourd’hui des galeries membres de Halifax, Montréal, Québec, Ottawa, Toronto, Edmonton, Calgary et Vancouver.

## Projets
Les projets menés par l'AGAC dans les dernières années :

### Papier
Créée par l’AGAC en 2007, « Foire Papier »  est la plus importante foire d’art au Québec. L’événement montréalais est un moteur important du marché de l’art contemporain canadien et constitue un espace d’échanges et de rencontres privilégiées pour le grand public, les amateurs d’art ainsi que les professionnels du milieu des arts visuels,.

### Forum sur le marché de l'art
Créé en 2019, le « Forum sur le marché de l’art » est un événement visant à favoriser les échanges et le partage des connaissances, tout en offrant aux participants l’occasion de réfléchir ensemble aux enjeux actuels qui transforment notre secteur. Que ce soit par le biais de conférences, de formations ou de discussions, l’AGAC souhaite outiller les participants pour faire face aux nouvelles tendances du marché de l’art.
Accessible partout à travers le Canada, le forum s’adresse aux galeristes, au personnel travaillant en galerie privée, ainsi qu’aux travailleurs culturels de tous horizons intéressés par le marché de l’art.

### Collectionner - l'application
Développée en collaboration avec le studio montréalais Dpt. en 2020, l’application est une initiative numérique au Canada présentant un important catalogue d’œuvres d’art accessibles en réalité augmentée.
Pour le moment[Depuis quand ?], « Collectionner » l’application regroupe 1 000 œuvres d’art contemporain disponibles à la vente et présentées par plus de 40 galeries canadiennes. Conçue pour les amateurs d’art de tous horizons, l’application propose une technologie innovante pour inspirer et outiller ceux et celles qui aspirent à vivre au quotidien avec l’art contemporain,.

### Collectionner - le guide
En 2016, l’AGAC publie Collectionner – le guide, un ouvrage destiné aux collectionneurs en devenir. Le guide répond à plusieurs questions sur le collectionnement afin de démystifier cette pratique qui suscite un intérêt grandissant. Forte de son succès, une seconde édition bonifiée a été lancée en 2018.

### Collectionner - le guide aux entreprises
En 2017, l’Association lance un nouveau guide destiné cette fois à l’intention des entrepreneurs et des organisations qui souhaitent démarrer une collection intitulé Collectionner – le guide aux entreprises; Ce guide propose des informations et des conseils sur l’acquisition d’œuvres d’art en entreprise, de même que des témoignages de galeristes membres de l’AGAC et d’entreprises collectionneuses.

### Feature: Contemporary Art Fair
(février 2023).
Créée en 2014, la foire « Feature » a connu deux éditions à Toronto. Cette foire fut exclusivement consacrée à l’art contemporain actuel, rassemblant des artistes dont les pratiques se démarquent par leur capacité à innover, inspirer et remettre en question les conventions.

### Le Gala des arts visuels
(février 2023).
De 2011 à 2014, le « Gala des arts visuels » a honoré le travail exceptionnel des intervenants de la scène artistique québécoise. Cette soirée festive visait également à créer et à solidifier les liens au sein de la communauté des arts visuels. Elle a permis de souligner le talent et les efforts investis par chacun dans une cause commune : la mise en valeur des arts visuels d’ici.

## Prix d'excellence en arts visuels
L'AGAC est aussi associée au Prix Louis-Comtois et au Prix Pierre-Ayot.

### Prix Louis-Comtois
Créé en 1991 par l’AGAC et géré conjointement avec la Ville de Montréal, ce prix reconnaît publiquement la qualité de la production d’artistes en mi-carrière. Il a été créé dans le but d’appuyer et de promouvoir le travail d’un artiste qui s’est distingué dans le domaine de l’art contemporain à Montréal depuis les quinze dernières années.
.

### Prix Pierre-Ayot
Créé en 1996 par la Ville de Montréal en collaboration avec l’AGAC, ce prix souligne la facture exceptionnelle et l’apport original de la production d’artistes professionnels de moins de 35 ans. Il a pour objectif de promouvoir l’excellence de la nouvelle création en arts visuels à Montréal, de favoriser la diffusion de jeunes artistes dans les galeries et les centres d’artistes montréalais, et de reconnaître l’effort des diffuseurs qui encouragent les artistes en début de carrière.